# Odrodzenie (województwo wielkopolskie)
Odrodzenie – osada leśna w Polsce położona w województwie wielkopolskim, w powiecie krotoszyńskim, w gminie Krotoszyn. Miejscowość wchodzi w skład sołectwa Roszki.
W latach 1975–1998 miejscowość położona była w województwie kaliskim.